# 순천 매곡동 석탑 청동불감 및 금동아미타여래삼존좌상
순천 매곡동 석탑 청동불감 및 금동아미타여래삼존좌상(順天 梅谷洞 石塔 靑銅佛龕 및 金銅阿彌陀如來三尊坐像)은 광주광역시 북구 국립광주박물관에 있는 조선시대의 불상이다. 2015년 4월 22일 대한민국의 보물 제1874호로 지정되었다.

## 개요
금동아미타삼존상은 관음과 지장으로 이루어진 아미타삼존불의 형식이라든지 각이 진 지장보살상의 두건 표현 등 조선전기 15세기적 특징을 드러내며 이는 1468년이라는 제작시기와도 부합된다. 반면 불감은 탑에서 유출되면서 임의로 수리되어 완전한 상태는 아니다. 그러나 불감 안에 불상을 안치했을 경우 그 규격이 잘 맞고 전각형 불감이라는 형식적인 특징에서 1468년이라는 불상의 제작시기와 부합되며, 지붕의 곡선과 구조 등에서 독특한 특징을 보이는 작품이다. 따라서 순천 매곡동 금동아미타여래삼존좌상과 금동불감은 발원문을 통해 정확한 제작연대가 밝혀졌고 15세기 불상과 불감의 특징을 잘 보여 주는 귀중한 작품이며, 그 예가 없는 독특한 특징을 보이는 불감의 형식 등에서 가치가 크다.

## 같이 보기
- 매곡동

## 참고 자료
- 순천 매곡동 석탑 청동불감 및 금동아미타여래삼존좌상 - 국가유산청 국가유산포털